# 阿多乡
阿多乡是中国青海省玉树藏族自治州杂多县下辖的一个乡。辖区总面积2727平方公里，常住人口0.4万人，以藏族为主，占总人口的99％以上。

## 行政区划
桥头溪乡下辖以下地区：
多加牧委会、吉乃牧委会、瓦河牧委会和朴克牧委会。